# Mormodes cozticxochitl
Mormodes cozticxochitl är en orkidéart som beskrevs av Gerardo A. Salazar. Mormodes cozticxochitl ingår i släktet Mormodes och familjen orkidéer. Inga underarter finns listade i Catalogue of Life.